# Рудамина (река)
Рудамина́ (лит. Rudamina; устар. Рудоминка) — река в Литве, правый приток Воке. Течёт по территории Рукайнского, Рудаминского, Юодшильского, Мариямпольского и Пагиряйского староств в южной части Вильнюсского района Вильнюсского уезда.
Длина Рудамины составляет 30 км. Площадь водосборного бассейна — 296 км². Средний уклон — 2,04 м/км. Скорость течения — 0,1-0,2 м/с. Средний расход воды в устье — 3,11 м³/с.
Исток реки находится на территории Рукайнского староства в лесу Гягужинес на высоте 192 м над уровнем моря, в 10 км восточнее деревни Рудамина. Верхнее течение, от истока до деревни Тоторишкес, располагается на территории особо охраняемых природных территорий: Швейцариёс-Мишкас (лит. Šveicarijos miškas) и ландшафтного заповедника Даубену (лит. Daubėnų kraštovaizdžio draustinis). Впадает в Воке справа в 28,4 км от её устья, на высоте 128 м над уровнем моря у деревни Мяряшленай на территории Пагиряйского староства.
Притоки: Бярже (левый; лит. Beržė), Пятяша (левый; лит. Peteša), Галине (левый; лит. Galinė), Нямежа (правый; лит. Nemėža).
Протекает через населённые пункты: Рудамина, Кальвишкес, Дусиненай, Прудишкес, Парудаминис, Диджялаукис, Мяряшленай.